# عملگر (ریاضیات)
یک عملگر (به انگلیسی: operator) در ریاضیات معمولاً یک نگاشت یا تابع است که روی عناصر یک فضا عمل می‌کند تا عناصر فضای دیگر را ایجاد کند. (این فضا می تواند فضای همانی باشد، بعضی اوقات لازم است تا همان فضا باشد.)
در علوم کامپیوتر، پس از تعریف متغیرها و مقدار دادن به آن‌ها، عملیاتی روی آن‌ها انجام می‌شود. انجام عملیات توسط عملگر صورت می‌گیرد.
تقسیم‌بندی عملگر در زبان برنامه‌نویسی C به دسته‌های زیر تقسیم می‌شود:
۱) عملگر محاسباتی
۲) عملگر رابطه‌ای
۳) عملگر منطقی
۴) عملگر بیتی